# Curling aux Jeux paralympiques de 2006
Pour un article plus général, voir Jeux paralympiques d'hiver de 2006.
Navigation
Vancouver 2010
Les épreuves de curling aux Jeux paralympiques d'hiver de 2006 se sont tenues entre le 11 au 18 mars 2006. Première édition officielle, il n'y a qu'une catégorie unique mixte.

## Podium
| Épreuves | Or     | Argent          | Bronze |
| -------- | ------ | --------------- | ------ |
| Curling  | Canada | Grande-Bretagne | Suède  |

## Résultat

### Tableau
Chaque équipe consiste en cinq curleurs et doit inclure au moins une personne de chaque sexe.
| Grande-Bretagne (GBR)                                                                                                | Suisse (SUI) | Danemark (DAN) | Canada (CAN) |
| --- | --- | --- | --- |
| Skip : Frank Duffy Third : Michael McCreadie Second : Tom Killin Lead : Angie Malone Remplaçant : Ken Dickson        | Skip : Urs Bucher Third : Manfred Bolliger Second : Cesare Cassani Lead : Madeleine Wildi Remplaçant : Erwin Lauper | Skip : Kenneth Ørbæk Third : Rosita Jensen Second : Jørn Kristensen Lead : Sussie Pedersen Remplaçant : Bjarne Jensen         | Skip : Chris Daw Third : Gerry Austgarden Second : Gary Cormack Lead : Sonja Gaudet Remplaçant : Karen Blachford           |
| Suède (SWE) | États-Unis (USA) | Italie (ITA) | Norvège (NOR) |
| Skip : Jalle Jungnell Third : Glenn Ikonen Second : Rolf Johansson Lead : Anette Wilhelm Remplaçant : Bernt Sjoeberg | Skip : James Joseph Third : Augusto Perez Second : Jim Pierce Lead : Danell Libby Remplaçant : Wes Smith            | Skip : Egidio Marchese Third : Andrea Tabanelli Second : Pierino Gaspard Lead : Rita Dal Monte Remplaçant : Emanuele Spelorzi | Skip : Rune Lorentsen Third : Geir Arne Skogstad Second : Paul Aksel Johansen Lead : Lene Tystad Remplaçant : Trine Fissum |

### Qualification
Pendant la première phase, les huit équipes s'affrontent. Les trois premières équipes sont qualifiées directement pour la phase finale ; le quatrième et le cinquième s'affrontent au tie-break.
| Équipe      | J | G | P | DIFF  | PTS |
| ----------- | - | - | - | ----- | --- |
| Royaume-Uni | 7 | 4 | 4 | 40:30 | 8   |
| Canada      | 7 | 4 | 4 | 38:29 | 8   |
| Suède       | 7 | 4 | 4 | 36:30 | 8   |
| Danemark    | 7 | 4 | 4 | 35:34 | 8   |
| Norvège     | 7 | 3 | 5 | 44:36 | 8   |
| Suisse      | 7 | 3 | 5 | 33:32 | 6   |
| États-Unis  | 7 | 2 | 6 | 25:34 | 4   |
| Italie      | 7 | 2 | 6 | 30:41 | 4   |

- 1re journée (12 mars)

| Royaume-Uni | 3 : 4 | Suisse     |
| Danemark    | 3 : 6 | Canada     |
| Suède       | 6 : 4 | États-Unis |
| Italie      | 3 : 9 | Norvège    |

- 2e journée (12 mars)

| États-Unis  | 3 : 10 | Norvège  |
| Suède       | 1 : 7  | Italie   |
| Suisse      | 1 : 5  | Canada   |
| Royaume-Uni | 1 : 5  | Danemark |

- 3e journée (13 mars)

| Suède       | 5 : 4 | États-Unis |
| Royaume-Uni | 6 : 7 | Danemark   |
| Italie      | 4 : 5 | Norvège    |
| Danemark    | 2 : 6 | Canada     |

- 4e journée (13 mars)

| Danemark    | 6 : 4  | États-Unis |
| Italie      | 0 : 14 | Suisse     |
| Royaume-Uni | 7 : 2  | Suède      |
| Norvège     | 6 : 7  | Canada     |

- 5e journée (14 mars)

| Italie   | 5 : 8 | Royaume-Uni |
| Canada   | 4 : 5 | États-Unis  |
| Danemark | 7 : 3 | Norvège     |
| Suède    | 5 : 6 | Suisse      |

- 6e journée (14 mars)

| Suisse     | 2 : 8 | Danemark    |
| Norvège    | 4 : 7 | Suède       |
| Canada     | 7 : 6 | Royaume-Uni |
| États-Unis | 1 : 6 | Italie      |

- 7e journée (15 mars)

| Canada     | 5 : 3  | Italie      |
| États-Unis | 2 : 5  | Royaume-Uni |
| Norvège    | 5 : 4  | Suisse      |
| Danemark   | 2 : 10 | Suède       |

### Demi-finales
- Tie-break (15 mars)
  -  Norvège 4:3  Danemark
- Demi-finales (17 mars)
  -  Canada 5:4  Norvège
  -  Royaume-Uni 7:3  Suède

### Match pour la médaille de bronze
- 17 mars :  Suède 10:2  Norvège

### Finale
| Équipe      | 1 | 2 | 3 | 4 | 5 | 6 | 7 | 8 | 9 | 10 | Final |
| Royaume-Uni | 0 | 3 | 0 | 1 | 0 | 0 | - | - | - | -  | 4     |
| Canada      | 2 | 0 | 1 | 0 | 3 | 1 | - | - | - | -  | 7     |